# Andreas Hiestand
Andreas Hiestand (* 12. Februar 1963) ist ein ehemaliger Schweizer Bahnradsportler.
1982 wurde Andreas Hiestand erstmals Schweizer Meister im Sprint. Diesen Erfolg konnte er bis 1987 noch viermal wiederholen. 1987 wurde er zudem in Zürich Schweizer Winterbahn-Meister im Sprint.